# Luperus viridipennis
Luperus viridipennis es una especie de insecto coleóptero de la familia Chrysomelidae. Fue descrita en 1824 por Germar.
Se encuentra en Europa y Asia central.